# Ghiacciaio MacKinnon
Il ghiacciaio MacKinnon è un ghiacciaio situato sulla costa di Oates, nella regione nord-occidentale della Dipendenza di Ross, in Antartide. In particolare, il ghiacciaio, il cui punto più alto si trova a circa 1200 m s.l.m., risiede nella dorsale Lanterman, facente parte dei monti Bowers, e da qui fluisce verso nord-ovest, lungo il fianco occidentale della cresta Reilly fino a unire il proprio flusso a quello del ghiacciaio Sledgers in corrispondenza dell'estremità settentrionale della suddetta cresta.

## Storia
Il ghiacciaio MacKinnon è stato così battezzato nel 1983 dal comitato neozelandese per i toponimi antartici in onore del geologo D. I. MacKinnon, membro di una spedizione facente parte del programma di ricerca antartica neozelandese comandata da R. A. Cooper e svolta in quest'area nel periodo 1974-75.